# Ivana Hoffmann
Ivana Hoffmann, née le 1er septembre 1995 et morte le 7 mars 2015, également connue sous le nom d'Avaşin Tekoşin Güneş, est une communiste féministe afro-allemande qui combat avec le Parti communiste marxiste-léniniste (MLKP) de Turquie dans le conflit du Rojava de la guerre civile syrienne. Elle est la première combattante étrangère des Forces démocratiques syriennes à mourir dans le conflit.

## Biographie
Hoffmann naît à Emmerich am Rhein, en Rhénanie du Nord-Westphalie, en Allemagne, d'une mère allemande et d'un père togolais. Ivana et sa mère déménagent ensuite à Duisburg où elles vivent dans le quartier Meiderich et Hoffmann commence à s'engager à gauche et entre en contact avec le mouvement du MLKP.
Hoffmann se rend en Syrie pour rejoindre le conflit du Rojava à la fin de 2014. Dans une vidéo publiée après sa mort, Hoffman donne les raisons de son adhésion : « J'ai décidé de venir au Rojava parce qu'ils se battent pour l'humanité ici, pour les droits et pour l'internationalisme que représente le MLKP. Nous sommes ici au nom du MLKP pour lutter pour la liberté. Le Rojava est le début. Le Rojava est l'espoir. »
Hoffmann est tuée par l'État islamique alors qu'elle combat aux côtés des Unités de protection du peuple, près de Tell Tamer, lors de la Bataille de Tall Tamer,,. Des militants anti-djihadistes qui commémorent Hoffmann sont par la suite arrêtés à Izmir, en Turquie. À ce jour, Hoffmann est la plus jeune combattante étrangère tuée en combattant pour les FDS (tout sexe confondu).